# 岡本諟明
岡本 諟明（おかもと ただあき）南九州大学教授。農学博士 (大阪府立大学)。
日本緑化工学会環境林研究部会幹事。
1960年、大阪府立大学農学部 園芸学科卒業。
1966年、大阪工業大学工学部 建築学科卒業。
1992年、日本芝草学会 評議員。
所属は日本芝草学会の他、日本造園学会、日本緑化工学会。

## おもな著書
- 『最新芝生・芝草調査法』 (ソフトサイエンス社  2001年）
- 『ランドスケープ大系第4巻・ランドスケープと緑化』（技報堂出版  1998年）
- 『最先端の緑化技術』（ソフトサイエンス社  1989年）
- 『大阪市北区・造幣局「通り抜け」(桜の老齢木樹勢回復のための調査・試験研究) 』（(財)日本花の会  1987年）
- 『まもろう つくろう大阪の緑』（ 大阪府植樹祭実行委員会  1986年）
- 『園芸学実験・実習』（養賢堂  1983年）
- 『造園修景大事典』（共著、同朋舎出版  1980年）
- 『造園ハンドブック』（共著、技報堂出版  1978年）
- 『都市林の設計と管理』（共著、農林出版  1977年）
- 『植生図・主要動植物地図(27.大阪府)』（共著、文化庁  1972年）